# 13350 Gmelin
13350 Gmelin (1998 ST144) là một tiểu hành tinh nằm phía ngoài của vành đai chính được phát hiện ngày 20 tháng 9 năm 1998 bởi E. W. Elst ở Đài thiên văn Nam Âu.